# Potino
Potino foi um eunuco na corte egípcia dos faraós da dinastia ptolemaica.

## História
Após a morte de Ptolemeu Auleta, Cleópatra, com dezessete ou dezoito anos, se tornou rainha do Egito, e, de acordo com o costume da terra e o testamento de Auleta, se associou ao mais velho dos seus irmãos, Ptolemeu XIII, então com nove ou dez anos, como faraós, possivelmente com o título de Deuses amados pelo pai (Theoi Philopatores). Os documentos desta época mostram apenas Cleópatra como governante, tanto nas moedas, que apenas tem seu nome e imagem, quanto nos túmulos, que trazem a datação com base no reinado de Cleópatra. O poder na corte, porém, era exercido pela cabala formada por Potino, um eunuco, Teódoto de Quio, responsável por ensinar retórica ao jovem rei, e o comandante-chefe Áquila, que é chamado de egípcio (talvez por ter sangue nativo puro, ou misturado com grego).
Quando o poder de Cleópatra cresceu, ela entrou em conflito com a "cabala" palaciana, Potino, Teódoto e Áquila, foi acusada de tentar remover seu irmão, e acabou expulsa do palácio. Aos vinte e um anos, Cleópatra reuniu um exército, formado possivelmente de tribos árabes da fronteira oriental, e se preparou para invadir o Egito. A "cabala" preparou-se para impedir seu avanço em Pelúsio.
Durante este conflito no Egito, a República Romana estava sob a Guerra Civil entre Júlio César e Pompeu; após a Batalha de Farsalos, Pompeu fugiu para o Egito, esperando ser acolhido por Ptolemeu XIII, a quem ele havia apoiado no passado. Pompeu, porém, foi assassinado traiçoeiramente, por ordem da cabala palaciana, sendo que Áquila estava presente no barco quando ele foi assassinado.
Teódoto levou a cabeça de Pompeu a César, esperando agradar ao vencedor, mas César convocou os dois irmãos, Ptolemeu e Cleópatra, para debandar seus exércitos e aceitarem a arbitragem romana, o que havia sido estabelecido pelo testamento de Auleta. Potino retornou a Alexandria com o jovem Ptolemeu, e Cleópatra, temendo ser assassinada por seus inimigos, veio trazida enrolada dentro de um tapete, um estratagema que contou com o apoio de Apolodoro da Sicília.
Cleópatra tornou-se amante de César, e Potino passou a agitar a população de Alexandria contra o estrangeiro. O exército real, formado por 20 000 soldados, liderado por Áquila e agindo em concerto com Potino, e que fora treinado pelos romanos, avançaram contra o palácio. Este exército atacou César, que tinha uma força muito menor (3200 homens). Durante esta batalha, chamada de Guerra Alexandrina, 40 000 livros da Biblioteca de Alexandria que estavam no porto, para serem exportados, foram destruídos pelo fogo; segundo Bevan, esta foi a origem da lenda de que a Biblioteca de Alexandria fora destruída por um incêndio.
No palácio, César tinha a guarda das duas princesas, Cleópatra e Arsínoe, uma menina de cerca de quinze anos, e dos dois filhos de Auleta. Arsínoe, que tinha as ambições típicas de uma princesa macedônia, fugiu do palácio com ajuda de seu eunuco, Ganimedes; Ganimedes tomou o controle do exército de Áquila, e este foi assassinado, por ordem de Arsínoe.
No palácio, Potino, acusado de se corresponder com o inimigo, foi executado por César, ostensivamente obedecendo a ordens de Cleópatra.
Em negociação com as forças atacantes, César libertou Ptolemeu, então com treze anos, e este assumiu o comando do exército atacante, mas logo chegaram reforços romanos, comandados por Mitrídates de Pérgamo, e incluindo 3 000 judeus sob comando do idumeu Antípatro. O exército alexandrino foi derrotado, e quase todos foram mortos; o corpo de Ptolemeu XIII não foi encontrado, acredita-se que o barco usado na fuga do faraó-menino tenha ficado com muitos refugiados e tenha afundado. Os faraós reinantes passaram a ser os irmãos Cleópatra e o outro filho de Auleta, Ptolemeu XIV, então com cerca de doze anos, e Arsínoe foi levada a Roma, para desfilar como prisioneira no triunfo de César. O texto de E. R. Bevan não menciona o destino do terceiro membro da cabala palaciana, Teódoto de Quio.

## Impacto cultural
Claudiano (c.370 - 404[carece de fontes?]), em seu texto Contra Eutrópio, compara Potino a Eutrópio, porque, assim como os escravos dos reis do Egito foram uma maldição para o mundo, Claudiano tinha que sofrer uma maldição pior que a deles; enquanto a espada de Plotino havia derramado o sangue de um cônsul, Eutrópio trazia desonra a todos.